# Bounty (Schokoriegel)
Bounty (englisch für Fülle) ist eine Süßware mit Schokoladenüberzug und einer Füllung aus Kokosflocken. Er kam 1951 in Großbritannien und Kanada auf den Markt und wird von Mars Incorporated hergestellt. In den USA wird Bounty nur von einer einzigen Kaufhauskette angeboten.  Das Konkurrenzprodukt Mounds hat in den USA eine marktbeherrschende Stellung.

## Variationen

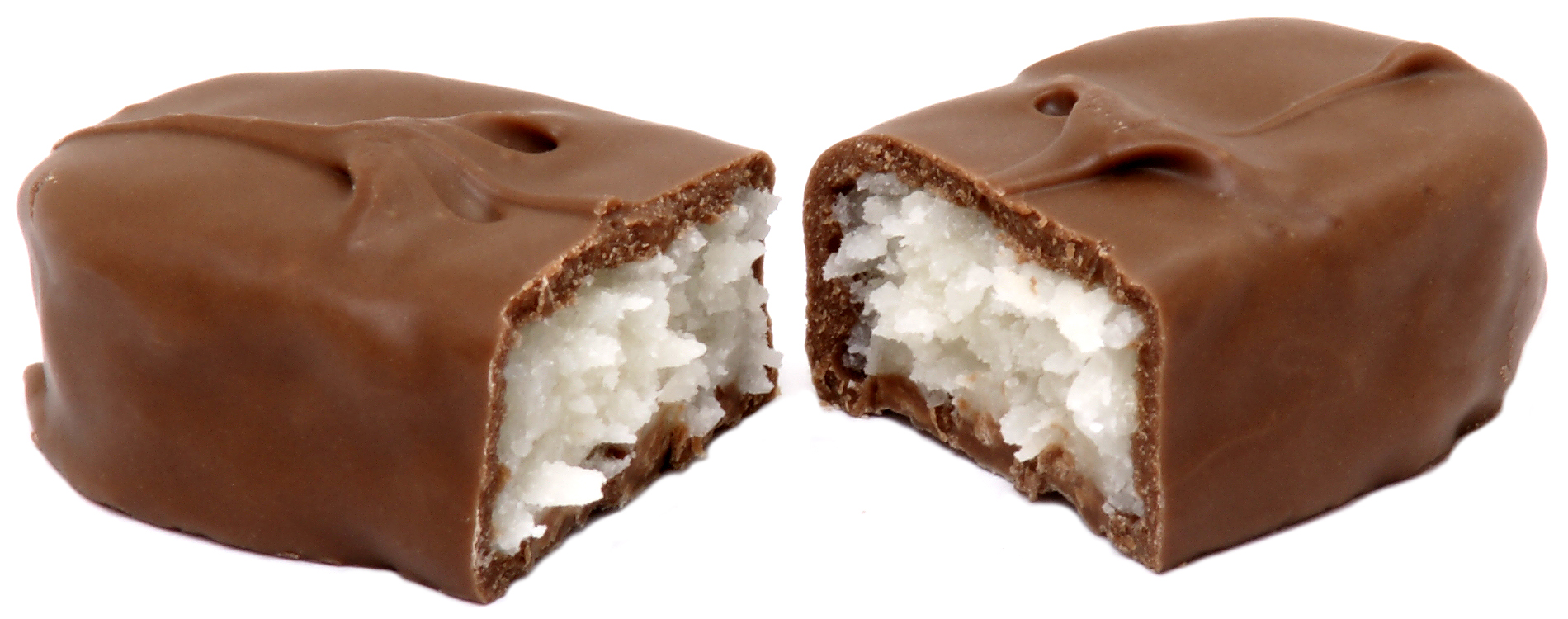
Ein Bounty-Riegel, in zwei Hälften geteilt

Bounty gibt es in verschiedenen Produktvarianten. Bekannt wurde er als Schokoriegel, wahlweise in Vollmilchschokolade (blaue Verpackung) oder Zartbitterschokolade (rote Verpackung). Zeitweilig (von 2004 bis 2005) gab es in Deutschland und anderen europäischen Ländern auch Bounty Mango, bei dem die Kokosmasse der mit Vollmilchschokolade überzogenen Schokoriegel getrocknete Mangostückchen enthielt. Bounty gibt es auch als Eis in verschiedenen Verpackungsgrößen und als Brotaufstrich.
Der Konzern Mars Incorporated vertreibt das Produkt international, unter anderem in Großbritannien, Australien, Deutschland und Österreich, für den deutschsprachigen Markt werden die Bounty-Schokoriegel im österreichischen Breitenbrunn durch die Konzerntochter Mars Austria produziert.

## Nachahmungen
Verschiedene Discounterketten bieten in ihren Märkten Nachahmungen des Bounty-Riegels an. Die Namen dieser Nachahmungen sind beispielsweise CoconutBits (Aldi Nord), Romeo (Aldi Süd) und Coco-Nut (Kaufland).

## Übertragene Verwendung in Frankreich
In Frankreich wird unter Menschen schwarzer Hautfarbe die Bezeichnung Bounty verwendet, um abwertend einen Schwarzen zu bezeichnen, der durch Bildung und Erziehung wie ein Weißer denkt und sich in Konfliktsituationen eher mit den Weißen als mit den Schwarzen solidarisiert, mit denen ihn nur die Hautfarbe, aber nicht die innere Haltung verbindet (außen braun, innen weiß).